# Diphtherophora communis
Diphtherophora communis är en rundmaskart som beskrevs av De Man 1880. Diphtherophora communis ingår i släktet Diphtherophora och familjen Diphterophoridae. Inga underarter finns listade i Catalogue of Life.